# Slave militaire

Zones majoritairement slaves au sein de l'Autriche-Hongrie.

Le « slave militaire » (en allemand Armee-Slawisch, en tchèque Armádní slovanština) était un pidgin composé d'environ quatre-vingts mots clés, pour la plupart d'origine tchèque, développé pour aider à surmonter les barrières linguistiques en Autriche-Hongrie et utilisé jusqu'à la fin de la Première Guerre mondiale.
L'existence de cette langue spécialisée s'explique en partie par le fait que, même si l'allemand et le hongrois étaient des langues officielles de la double-monarchie, la moitié des soldats étaient recrutés dans des régions parlant diverses langues slaves. Même si des efforts étaient déployés pour regrouper les soldats par langue, des unités linguistiques mixtes existaient malgré tout, nécessitant l'usage d'un vocabulaire commun.

## Sources
- Istvan Deak, Beyond Nationalism: A Social and Political History of the Habsburg Officer Corps, 1848-1918, Oxford University Press, 1989, p. 100
- John Walter, Central Powers' Small Arms of World War One, Crowood Press, 1999 (ISBN 1-86126-124-1)

## Voir également
- Langue contrôlée
- Toki Pona
- Petit nègre
- Armee Deutsch (pl)